# 後尖山
後尖山（H1008M/3-5009、望高寮 (魚池鄉)）為台灣南投縣境內的一座山岳，位於魚池鄉頭社村偏南方，步行距離約3.2公里處、水平上升約345公尺。因峰頂視野的展望良好，為魚池鄉頭社盆地的最高點，可直接眺望到頭社盆地及日月潭等地區，被當地人稱為「望高寮」。後尖山亦為名列日月潭四秀（日月潭四兄妹）其中之一，是頭社及日月潭等地區的旅遊景點。

## 地理環境
後尖山在台灣地理學而言歸屬於中央山脈之稜脈，海拔高度為1,008公尺。基點是座三等三角點，編號5009號。周邊座落有「雨社山」、「雨社山北峰」(H630M，大正土木局7號水準點)、「北雨社山」(H964M， 山字森林三角點)、「頭社山」(H856M，土地調查局圖根點)等山峰。 2003年由行政院體育委員會選為台灣小百岳之一，編號 52。

### 登山步道
其一從南投縣魚池鄉頭社村位於海拔663公尺處南投客運頭社終點站起行，沿頭62鄉道中途經過頭社農會，轉入頭社佛堂後走產業道路續走枕木步道遇〈大觀－鳳林線016〉電塔後繼續登頂可達。其二從南投客運頭社終點站走台21線約3公里處遇一民宅左轉旁沿著水泥產業道路登行，後遇〈大觀－鳳林線015〉電塔後繼續登頂可達。 其三路線從台21線魚池鄉光明國小旁逐鹿古道北端登山口、行約40分鐘後到達海拔約825公尺處遇岔路往左登行後尖山路線，此條登行路線較適合登山隊。 從其一及其二路線原線登頂全程來回約須2小時半至3小時。而從其一至其二之環狀一圈約需4小時，環狀路程約6.5公里。登行沿途之植物生態為低海拔的原始闊葉林及中海拔的針闊葉混合林，夾以大片茂盛的孟宗竹竹林所成之樹蔭。途中有觀景台可看見台21線，及頭社盆地。後尖山山頂建有觀景平台、休憩涼亭野餐桌椅，及架有地圖說明板。山頂可遠眺水里溪對岸的集集大山、濁水溪/陳有蘭溪、西巒大山、治茆雙峰(治茆山、治茆山南峰)、水社大山，及日月潭等景觀，展望極佳。

## 外部連結
- 逐鹿古道-雨社山登後尖山縱走頭社山 （页面存档备份，存于）
- 明潭．後尖山步道
- 魚池鄉頭社村後尖山步道[永久]
- 日月潭後尖山 （页面存档备份，存于）
- 日月潭-後尖山 （页面存档备份，存于）
- 金字塔雙峰-治茆山、治茆南峰 （页面存档备份，存于）
- YouTube上的日月潭後尖山頂